# Кочевое государство
Кочево́е госуда́рство — термин, принятый в исторической литературе для обозначения особой формы организации власти, присущей обществам кочевого типа. Основой такого государства была не инфраструктура (караванные пути и города (поселения) центры торговли и ремесел) на определённой территории (которая также не исключалась), а стратегически важное значение земли, обладание которой давало основу существования государства. Земля была нужна прежде всего для прокорма скота. Как показывает история, государства такого типа были недолговечны, так как в связи с падением значения Великого шелкового пути (сухопутного пути доставки товаров из Китая и Индии), и развития морской торговли, кочевая цивилизация, просуществовавшая более 3 тысяч лет, пришла в упадок.
Кочевые государства, постоянно сменяя друг друга, существовали в Евразии с середины I тыс. до н.э. до XVIII века.
Учёные придерживаются мнения, что скифы создали первое государство кочевников, но они не могли создать объединенную и могучую империю. Скифские племена были в состоянии раздробленности. Хунну (209 до.н. э. — 93 н.э) была первой империей кочевых народов мира. Возможно, хунны создали первое государство кочевников в Центральной Азии.
Иногда они достигали размеров «мировой империи», объединяя всю территорию Великой степи и соседние оседлые государства. Самыми большими среди таких империй были Тюркский каганат (VI век) и Монгольская империя (XIII век).
Правомерность применения термина «государство» к объединениям кочевников поддерживается не всеми учёными, так как такие объединения оставались основанными на племенных связях, без установления налогообложения и создания государственного аппарата. Н. Крадин считает, что более правильно считать их «суперсложными вождествами». У истоков отрицания кочевой государственности стояли немецкие философы Иммануил Кант и Георг Гегель. Вне зависимости от этого, изучение особенностей политической структуры кочевых народов и причин их экспансии является центральными проблемами номадистики.

## История изучения
Большинство русских учёных XIX — начала XX вв. рассматривали уровень развития кочевых народов как родо-племенной. Возникновение государственности связывалось, как правило, только с военными и политическими способностями вождей (Н. Я. Аристов, Н. И. Гродеков, Г. Н. Потанин, А. Н. Харузин и др.). Наиболее адекватно к описанию нестабильной политической организации скотоводов подошёл В. В. Радлов. Он показал, что власть вождей и ханов держится, пока в ней заинтересованы различные группы номадов. За признание в кочевых обществах имущественного неравенства, политической иерархии, государственной власти выступали В. В. Бартольд и Н. Н. Харузин. В конце XIX — начале XX вв. пользовалась популярностью так называемая «завоевательная» теория возникновения государства (Ф. Ратцель, Л. Гумплович, Ф. Оппенгаймер), согласно которой генезис политической организации мог осуществляться только вследствие насильственного подчинения одних обществ другими. Кочевым народам в этой теории было отведено одно из ключевых мест, так как завоевание номадами земледельческих обществ с последующим обложением последних данью или налогами, являлось излюбленными примером её сторонников.
Наиболее активно дискуссия о специфике общественных отношений у кочевников велась в советской исторической литературе. Можно выделить три периода в дискуссии об общественном строе кочевников скотоводов. Первый период (1920-е — начало 1930-х гг.) характеризуется относительной свободой выбора различных подходов на этапе становления советской науки. Одни кочевниковеды отрицали классовую природу обществ кочевников (С. А. Семёнов-Зусер, А. Соколовский, К. М. Тахтарев, А. П. Чулошников и др.), другие высказывались за наличие у номадов классов (В. С. Батраков, М. Буров-Петров, П. Погорельский и др.), третьи отстаивали тезис о «племенном государстве» — одной из переходных форм к феодализму (П. И. Кушнер), четвёртые писали о специфической природе кочевых обществ, основанной на внешнеэксплуататорских отношениях (Ю. В. Готье).
Второй период дискуссии — время господства теории «кочевого феодализма». Он состоит из двух этапов. На первом этапе (1934 — начало 1950-х гг.) Б. Я. Владимирцовым, Н. Н. Козьминым и С. П. Толстовым независимо были выдвинуты три различные интерпретации «кочевого феодализма». Впоследствии вопрос о сущности феодализма в кочевых обществах обсуждали С. М. Абрамзон, В. С. Батраков, А. Н. Бернштам, В. Л. Вяткин, В. И. Дулов, Р. М. Кабо, С. В. Киселёв, Б. Ф. Поршнев, Л. П. Потапов, С. А. Токарев, А. Ш. Шамилов и др. исследователи. Но официально была признана точка зрения на «кочевой феодализм» в соответствии с пониманием сущности феодальных отношений, изложенным в «Кратком курсе истории ВКП(б)». При этом кочевники древности были отнесены к первобытно-общинной формации или к раннерабовладельческому обществу, а номады средневековья и нового времени к феодальному способу производства. Впоследствии понятие «кочевой феодализм» заменяется другим термином — «патриархально-феодальные отношения».
Второй этап (начало 1950-х — середина 1960-х гг.) представляет собой дискуссию о сущности феодальных отношений у кочевников. С. Е. Толыбеков и В. Ф. Шахматов выступили с ревизионистским мнением, согласно которому основой феодализма у номадов являлась частная собственность на скот. Их оппоненты (А. Е. Еренов, С. З. Зиманов, И. Я. Златкин, С. И. Ильясов, Л. П. Потапов) отстаивали ортодоксальную позицию, по которой базисом «кочевого феодализма» являлась собственность на землю. Бурные дебаты прошли на Ташкентской научной сессии 1954 г., дискуссия нашла отражение на страницах журнала «Вопросы истории» в 1954—1956 гг., многие из её активных участников обстоятельно аргументировали свои взгляды в опубликованных в эти годы монографиях.
Третий период (середина 1960-х — начало 1990-х гг.) характеризуется некоторым ослаблением вмешательства официальных кругов в сферу науки. Результатом этого стала выработка новых нефеодальных подходов в номадологии. Были высказаны мнения о существования у номадов «азиатского способа производства» (Л. А. Седов), общины азиатского типа, но без деспотии (Д. И. Кшибеков), особой кабальной эксплуатации (Ю. И. Семёнов), раннеклассового общества (Г. А. Меликишвили), личностной и арендаторской скотоводческой ренты (В. П. Илюшечкин) и др. Особо следует выделить концепцию особого кочевнического способа производства, высказанную Г. Е. Марковым в 1967 г. Однако впоследствии автор склонился к мнению о дофеодальной, предклассовой природе кочевых обществ, вернувшись затем в 1990 г. к первоначальной концепции номадного способа производства.
В этот период дискуссии в отечественном кочевниковедении были высказаны четыре основные точки зрения на характер социального строя номадов: 1) предклассовое общество у кочевников (С. И. Вайнштейн, Л. С. Васильев, К. П. Калиновская, В. А. Шнирельман и др.). При этом часть исследователей считает, что кочевники могут достигнуть государственности с установлением внешнеэксплуататорских отношений (В. М. Викторин, Э. С. Годинер, Г. С. Киселёв, Л. Е. Куббель, В. Ю. Мурзин, Ю. В. Павленко и др.); 2) раннее государство у номадов (Е. П. Бунятян, С. Г. Кляшторный, Е. И. Кычанов; А. И. Мартынов, М. С. Мейер, А. И. Першиц, авторы «Эволюции восточных обществ» (1984) и др.); 3) феодализм у кочевников: а) ортодоксальный вариант теории «кочевого феодализма» (И. Я. Златкин, М. Х. Маннай-Оол, Л. П. Потапов и др.); б) «саунная» версия «кочевого феодализма» (А. В. Даньшин, К. И. Петров, Ф. Я. Полянский и др.); в) власть над номадами как основа феодализма (Н. Ц. Мункуев, А. В. Попов, В. С. Таскин, Г. А. Фёдоров-Давыдов и др.); г) становление феодализма в ходе седентеризации «от кочевий к городам» (С. А. Плетнёва). Высказывалось также мнение о феодальной сущности номадизма без указаний на характер его внутренней природы (А. А. Арзыматов, Л. Л. Викторова, Д. Е. Еремеев, Д. И. Кшибеков и др.); 4) особый номадный (Г. Е. Марков, Н. Э. Масанов) или экзополитарный (Н. Н. Крадин) способ производства у кочевников. Особняком среди исследований отечественных кочевниковедов всегда стояли работы Л. Н. Гумилёва, который был практически единственным, кто в условиях ортодоксального марксистского диктата пытался интерпретировать номадизм в рамках классической цивилизационной теории.
Среди монгольских историков эволюция номадизма рассматривалась в рамках, приспособленной под историю степи, пятичленной схемы, где древние кочевники интерпретировались как племенные союзы или полурабовладельческие общества, а номады средневековья и нового времени как раннефеодальные и феодальные государства. В то же время сущность феодального способа производства понималась монгольским учеными своеобразно. Среди них возобладала точка зрения, выдвинутая Ш. Нацагдоржем, согласно которой земля и скот являются одновременно основными средствами производства при скотоводстве (Д. Гонгор, Ч. Далай, Н. Ишжамц, Ш. Сандаг, Н. Сэр-Оджав, Б. Ширендыб и др.).
Напротив, среди марксистских учёных стран Восточной Европы не было такого единодушия в характеристике общественного строя номадов. Многие из них писали о предклассовой или военно-демократической природе кочевников, о том что скотоводы самостоятельно не могли преодолеть границу между первобытнообщинной и классовыми формациями (В. Кениг, В.-Д. Зейверт, И. Зеллнов в ранних работах, Д. Трейде, В. Хартвиг, Ф. Шлётте и др.). Другими марксистскими исследователями из восточноевропейских стран высказывалось мнение о раннегосударственном характере кочевых обществ (Х. Грюнерт, Э. Вернер, Г. Левин, И. Зеллнов, И. Эччеди и др.). И только меньшая часть исследователей из данного региона склонна относить номадов к феодальной формации, оговаривая при этом низкий уровень развития кочевых обществ (Р. Война, М. Няммаш и др.).
Особую точку зрения на формационную природу кочевых обществ отстаивали французские марксистские антропологи. Находясь на позициях структурного марксизма, они развивали концепцию о специфической номадной формации, основой которой является внутренняя стратификация, базирующаяся на частной собственности на скот. Под номадным способом производства они понимали комплексное единство экологических, экономических и социокультурных составляющих. При этом важное место в концепции занимает Марксова модель «германского способа производства» (П. Бонт, Ж.-П. Дигар, Ф. Лефевр, Л. Хельфгот, и др.).
В первое «постмарксистское» десятилетие в отечественной науке дискуссия продолжалась, но достаточно вяло, что, впрочем, не удивительно. Появилась возможность заниматься другими интересными проблемами, использовать в своих исследованиях иные научные парадигмы и подходы. В основном проблема продолжала обсуждаться в русскоязычной литературе. При этом сохранились, в той или иной степени, все основные высказывавшиеся ранее точки зрения. Так, часть исследователей по прежнему придерживается феодальной интерпретации кочевых обществ (Г. О. Авляев, В. В. Матвеев и др.). К этой же точке зрения относятся и сторонники объединения всех послепервобытных доиндустриальных в рамках единой феодальной стадии (Ю. М. Кобищанов). Другие авторы поддерживают мнение о догосударственном, предклассовом характере обществ кочевников скотоводов (Т. Д. Скрынникова, А. И. Фурсов и др.). Третьи пишут о складывании у кочевников ранней государственности (С. Г. Кляшторный, Е. И. Кычанов, В. В. Трепавлов и др.) Некоторые находят сходство кочевых империй с восточными деспотиями (Ю. И. Семёнов). Однако наибольшее обсуждение вызвали попытки обоснования особого пути развития обществ кочевников скотоводов. Предмет дискуссии сконцентрировался вокруг вопроса: что является основой специфичности номадизма внутренняя природа скотоводства, являющаяся основой так называемого номадного способа производства (К. П. Калиновская, Г. Е. Марков, Н. Э. Масанов) или же особенности внешней адаптации кочевников к земледельческим «мир-империям» (Н. Н. Крадин).
Анализ историографии проблемы показывает, что относительного общественного строя кочевников-скотоводов высказывались различные точки зрения. Так или иначе, подавляющее большинство исследователей, независимо от их методологической ориентации, согласны в том, что кочевые общества имеют менее специализированную и структурно дифференцированную социально-экономическую организацию и не способны конкурировать в темпах технологической революции с индустриальными обществами. При этом, одни исследователи подчёркивают самобытную природу номадизма и невозможность описания его терминами, выработанными на материале эволюции оседло-земледельческих обществ, другие — пытаются вписать кочевников в рамки общей картины всемирно-исторического процесса.